# سرجیو مارتینز لوزانو
سرجیو مارتینز لوزانو (انگلیسی: Sergio Lozano Martínez؛ زادهٔ ۹ نوامبر ۱۹۸۸) بازیکن تیم ملی فوتسال اسپانیا است.